# Kjell Bækkelund

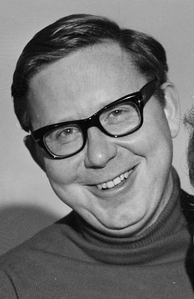
Kjell Bækkelund

Kjell Martin Bækkelund (* 6. Mai 1930 in Oslo; † 13. Mai 2004 ebenda) war ein norwegischer Pianist.

## Leben
Bækkelund besuchte von 1935 bis 1944 das Konservatorium in Oslo, wo zunächst Nicolai Dirdal, später Ivar Johnson sein Klavierlehrer war. Achtjährig führte er mit dem Orchester der Philharmonischen Gesellschaft Joseph Haydns Klavierkonzert D-Dur auf. Nach dem Zweiten Weltkrieg ging er nach Stockholm, wo er mehrere Jahre Schüler von Gottfrid Boon war. Frühzeitig war er besonders an der zeitgenössischen skandinavischen Musik interessiert und spielte neben dem Standardrepertoire des Barock, der
Klassik und Romantik Werke von Komponisten wie Carl Nielsen, Hilding Rosenberg, Karl-Birger Blomdahl, Klaus Egge und Arne Dørumsgaard.
In den 1950er Jahren setzte Bækkelund seine Ausbildung bei Bruno Seidlhofer in Wien und Ilona Kabos in London fort und besuchte Meisterklassen von  Hans Richter-Haaser und Wilhelm Kempff. Eine von Eugene Ormandy geplante Konzertreise mit ihm in die USA scheiterte am zu der Zeit herrschenden  McCarthyismus. Seit den 1960er Jahren konzertierte er weltweit, wobei er zahlreiche neue Werke zeitgenössischer Komponisten vorstellte.
Daneben verfasste Bækkelund kulturpolitische Artikel für die Morgenposten (1953–55), das Arbeiderbladet (1955–60) und Verdens Gang (1963–78) und schrieb mehrere Bücher (Tramp i klaveret, 1982; På gjennomreise, 1989; Edv. Grieg. Et vårvær Frau nord, 1995). Er war von 1955 bis 1965 Vorsitzender des Kulturausschusses der Arbeiderpartiet, von 1959 bis 1964 Vorstandsmitglied bei Ny Musikk und von 1965 bis 1972 Mitglied des norwegischen Kulturrates. Für seine Verdienste wurde er 1995 zum Kommandeur des Sankt-Olav-Ordens ernannt. Er erhielt außerdem die Janáček-Medaille und die russische Freundschaftsmedaille und wurde als Kommandeur des schwedischen Nordstern-Ordens und des Ordens des Löwen von Finnland sowie Ritter des Dannebrogorden geehrt.